# Irã (palavra)
O nome do Irão (português europeu) ou Irã (português brasileiro) deriva imediatamente do persa médio sassânida do século III ērān (ʼyrʼn em escrita pálavi), onde inicialmente significou "dos iranianos", mas logo também adquiriu uma conotação geográfica no sentido de "(terra habitada por) iranianos". Em sentido geográfico e demonímico, ērān é distinguido de seu antonímico anērān, que significa "não-iraniano". Em sentido geográfico, ērān também distinguiu-se de ērānšahr, o nome próprio sassânida para seu império, e que também incluía territórios que não foram originalmente habitados por iranianos.

## Uso pré-islâmico

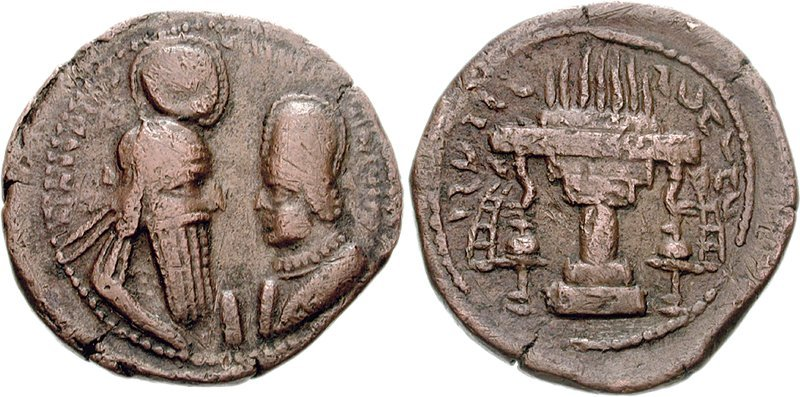
Moeda de cobre dos xás r. e r.

Império Sassânida em 621

A palavra ērān é atestada pela primeira vez em inscrições que acompanham o relevo de investidura do xá Artaxer I (r. 224–242) em Naqsh-e Rustam. Nesta inscrição bilíngue, o rei chama-se ardašīr šāhān šāh ērān em persa médio, e ardašīr šāhān šāh aryān em parto. Ambos significam "Artaxer, rei de reis dos iranianos". Os termos iranianos médios ērān/aryān são formas plurais oblíquas de gentílico ēr- (persa médio) e ary- (parto), que por sua vez derivam do iraniano antigo *arya-, significando "ariano, ou seja, dos iranianos." O termo *arya- é atestado com um designador étnico em inscrições aquemênidas como o persa antigo ariya-, e no Avestá zoroastrista com o avéstico airiia-/airya, etc.[a] É "muito provável" que o uso de Artaxer I do persa médio ērān/aryān ainda mantinha o mesmo significado iraniano antigo, ou seja, denotando o povo em vez do império.
A expressão "rei de reis dos iranianos" encontrada na inscrição de Artaxer permanece um epíteto parão de todos os reis sassânidas. Similarmente, a inscrição "ao adorador de Mazda (mazdayesn) senhor Artaxer, rei de reis dos iranianos" que aparece nas moedas de Artaxer foi provavelmente adotado pelos sucessores dele. O filho e sucessor imediado de Artaxer, Sapor I (r. 240–270) adicionou "e não iranianos" (ud anērān) a estes títulos, assim estendendo sua intenção de também governar os não iranianos. Em sua inscrição trilíngue no Cubo de Zaratustra, Sapor I também introduz o termo *ērānšahr.[b] A inscrição de Sapor incluiu uma lista de províncias em seu império, e estas incluíam regiões no cáucaso que não foram habitadas predominantemente por iranianos. Um antonímico anērānšahr é mencionado 30 anos depois nas inscrições de Cartir, um sumo sacerdote sob vários reis sassânidas. A inscrição de Cartir também inclui uma lista de províncias, mas diferente de Sapor, considera as províncias do Cáucaso como anērānšahr. Estes dois usos podem ser contrastados com ērānšahr como entendido pelo tardio As Capitais Provinciais do Irã (Šahrestānīhā ī Ērānšahr), que é uma descrição de várias capitais provinciais do império, e incluem a África e Arábia também.
Não obstante, este uso ērān em inscrições para referir-se aos povos iranianos e o uso de ērān para referir-se ao império (e o antonímico anērān para referir-se aos territórios romanos) é também atestado pelo começo do período sassânida. Tanto ērān como anērān aparece no texto calendárico do século III escrito pelo profeta Manes. A mesma forma curta reaparece nos nomes das cidades fundadas pela dinastia sassânida, por exemplo em "Glória do Irã [de] Sapor" (Ērān-xwarrah-šābuhr). Ela também aparece em títulos de oficiais do governo, tais como no "contador-geral [do] Irã" (Ērān-āmārgar) ou "escriba chefe [do] Irã" (Ērān-dibirbed).
Devido a ausência do equivalente ērānšahr no iraniano antigo (onde teria sido *aryānām xšaθra- ou, em persa antigo, *- xšaça-, "governante, reino, soberania"), presume-se que o termo teria sido um desenvolvimento sassânida. Na porção grega da inscrição trilíngue de Sapor a palavra šahr ("reino") aparece como o etno "nação". Para falantes do grego, a ideia de um etos iranianos não era nova: o historiador do século V a.C. Heródoto (7.62) menciona que os medos chamavam-se ários (arioi). O geógrafo do século I a.C. Estrabão cita o geógrafo do século III a.C. Eratóstenes como tendo notado uma relação entre os vários povos iranianos e suas línguas: "[De] longo do Indo [...] Ariana é tão estendida que incluiu parte da Pérsia, Média, e norte da Báctria e Soguediana; pois estas nações falam quase a mesma língua." (Geografia, 15.2.1-15.2.8). Damáscio (Dúvidas e Soluções no Parmênides de Platão, 125ff) cita o geógrafo do século IV a.C. Eudemo de Rodes para "os magos e todos aqueles da linhagem iraniana (áreion)". O historiador do século I a.C. Diodoro Sículo (1.94.2) descreve Zaratustra como um dos arianos.

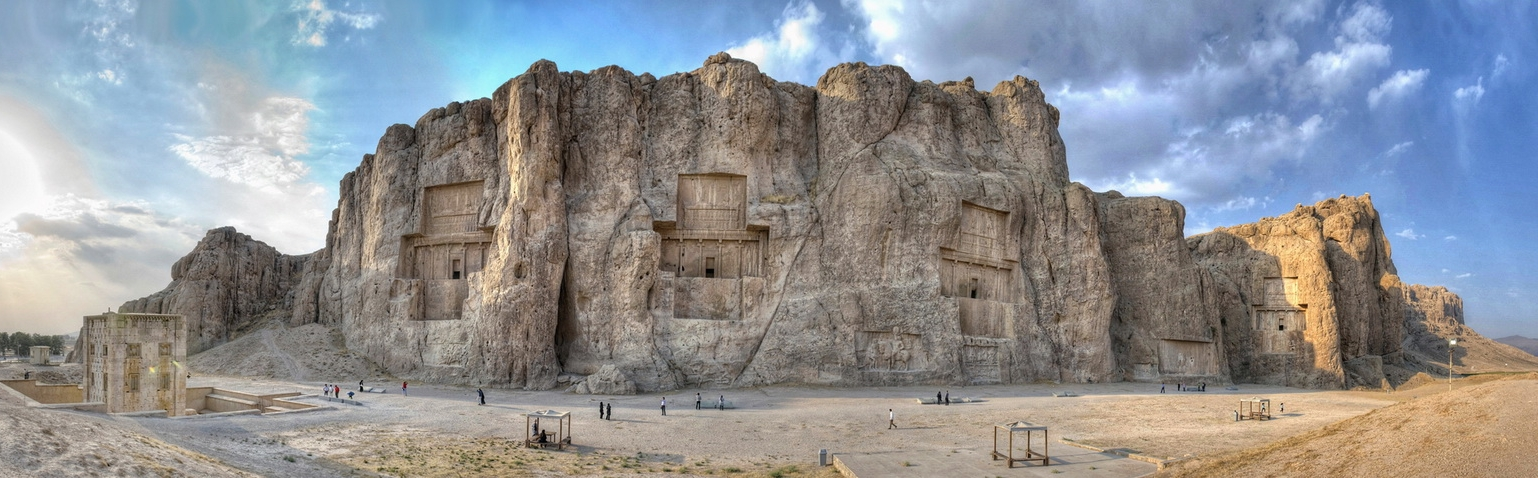
Naqsh-i Rustam e o Cubo de Zaratustra (à esquerda)

## Uso islâmico
Os termos ērān/ērānšahr tiveram ocorrência alguma para os califas falantes do árabe, uma vez que o termo árabe al-'ajam und al-furs ("Pérsia") para referir-se ao Irã Ocidental (ou seja, o território inicialmente capturado pelos árabes e aproximadamente correspondente ao moderno Irã) tinha maior tração que termos iranianos indígenas. Contudo, para os árabes ērān/ērānšahr foram corrompidos pela sua associação com os sassânidas vencidos, para quem ser iraniano também era sinônimo de ser "mazdeísta", ou seja, zoroastristas. Por conseguinte, embora os árabes estiveram bastante abertos às ideias iranianas se lhe conviessem, isso não estendeu-se às conotações nacionalísticas e religiosas no ērān/ērānšahr, nem ao desprezo concomitante dos não-iranianos, que pelo período islâmico também incluíam árabes e "turcos".
A ascensão do Califado Abássida em meados do século VIII terminou a política de supremacia árabe do Califado Omíada e iniciou uma revitalização da identidade iraniana. Isto foi encorajado pela transferência da capital da Síria ao Iraque, que era uma província capital nos tempos sassânida, arsácida e aquemênida e era assim percebida como símbolo do legado cultura iraniano. Além disso, em várias províncias iranianas, a queda dos omíadas foi seguida pelo surgimento de dinastias iranianas de facto autônomas nos séculos IX e X: os taíridas, safáridas, samânidas no Irã Oriental e Ásia Central, os ziáridas e cacuídas e buídas no Irã Central, Setentrional e Ocidental. Cada uma delas identificou-se como "iraniana", manifestado em suas genealogias inventadas, que descrevem-os como descendentes dos reis pré-islâmicos, e lendas, bem como o uso do título de xá pelos monarcas buídas. Estas dinastia forneceram aos "homens da caneta" (ahl-e qalam), ou seja, a elite letrada, a oportunidade de reviver a ideia de Irã.
O membro mais conhecido desta elite letrada foi Ferdusi, cuja Épica dos Reis, concluído em torno de 1000, é parcialmente baseado na tradição literária e oral sassânida e anterior. Na tomada das lendas por Ferdusi, o primeiro homem e primeiro rei criados por Aúra-Masda são os fundadores do Irã. Ao mesmo tempo, o Irã é retratado como estando sob ameaça dos povos aniranianos, que são movidos pela inveja, medo e outros demônios maus (dews) de Arimã para conspirar contra o Irã e seus habitantes. "Muitos dos mitos em torno destes eventos, como eles aparecem [no Épica dos Reis], foram de origem sassânida, durante cujo reinado político e autoridade religiosa [eles] tornaram-se fundidos e a ideia compreensiva de Irã foi construída."
Em tempo, o uso iraniano de ērān começou a coincidir com as dimensões do al-Furs arábico, tal como na História do Sistão (Tarik-e Sistan) que divide o Ērānšahr em quatro porções e restringe o ērān apenas ao Irã Ocidental, mas isso não era ainda uma prática comum no começo da área islâmica. Neste estágio inicial, ērān ainda era principalmente o mais genérico "(terra habitada por) iranianos" em uso iraniano, ocasionalmente também no sentido sassânida inicial em que ērān referia-se ao povo, em vez do Estado. Notável entre estes está Farrokh-i Sistani, um contemporâneo de Ferdusi, que também contrai ērān com turan, mas - diferente de Ferdusi - no sentido de "terra dos turanianos". O sentido sassânida inicial é também ocasionalmente encontrado em trabalhos medievais zoroastristas, que continuam a usar o persa médio mesmo para composições novas. Os Atos de Religião (Dencarde), um obra do século IX de tradição zoroastrista, usa ērān para designar iranianos e anērān para designar não-iranianos. Os atos também usam a frase ēr deh (ērān dehān no plural) para designar terras habitadas por iranianos. O Livro dos Feitos de Artaxes, Filho de Pabeco (Kar-Namag i Ardashir i Pabagan), um coleção hagiográfica do século IX de lendas relacionadas com Artaxer I, usa ērān exclusivamente em conexão com títulos, ou seja, šāh-ī-ērān e ērān-spāhbed (12.16, 15.9), mas, por outro lado, chama o país de Ērānšahr (3.11, 19; 15.22, etc.). Uma única inferência no Livro de Arda Viraz (1.4) também preserva o gentílico em ērān dahibed, em distinção ao geográfico Ērānšahr. Contudo, estes usos pós-sassânidas onde ērān refere-se ao povo em vez do Estado são raros, e pelo período islâmico inicial a "distinção geral para a terra dos iranianos era [...] até lá ērān (também ērān zamīn, šahr-e ērān), e ērānī para seus habitantes." Que "Ērān era também geralmente entendido geograficamente é mostrado pela formação do adjetivo ērānag 'iraniano', que é atestado pela primeira vez no Criação Original (Bundahishn) e obras contemporâneas."
Na literatura zoroastrista do período medieval, mas aparentemente também percebida pelos adeptos de outras fés, iranianidade permaneceu (principalmente) sinônimo de zoroastrismo. Nestes textos, outras religiões não são vistas como "não-zoroastristas", mas como "não iranianas". Isso é o principal tema no Ayadgar i Zareran 47, onde ērīh (iranianidade) é contrastado com an-ērīh, e ēr-mēnišnīh (virtude iraniana) é contrastada com an-ēr-mēnišnīh. Os Julgamentos Religiosos (Dadestan i Denig; 40.1-2) vão além, e recomendam morte para um iraniano que aceita uma religião não-iraniana (dād ī an-ēr-īh). Além disso, estes textos medievais elevam o Avestá mítico Airyanem Vaejah (persa médio: ērān-wez) ao centro do mundo (20.2), e lhe da um papel cosmogônico, seja (PRDd. 46.13) onde toda vida vegetal é criada, ou (GBd. 1a.12) onde a vida animal é criada. Em outro lugar (WZ 21), imagina-se ser o lugar onde Zaratustra foi esclarecido. Nos Atos de Religião III.312, humanos são imaginados como tendo primeiro vivido ali, até serem dispersos por Bamã e Seraoxa. Isto está de acordo com uma explicação dada para um cristão por Adurfarnebague quando perguntado porque Aúra-Masda apenas enviou sua religião para o Irã. Nem todos os textos travam a iranianidade e zoroastrismo como sinônimos. Nos Atos de Religião III.140, por exemplos, simplesmente considera-se os zoroastristas como sendo os melhores iranianos.
A existência de um conceito cultural de iranianidade (Irāniyat) é também demonstrado no julgamento de Alafexim em 840, como relatado por Atabari. Alafexim, o governante hereditário de Osruxana, na margem sul do curso médio do Sir Dária, teria sido acusado de propagar o sentimento etno-nacional iraniano. Alafexim reconheceu a existência de uma consciência nacional (al aʿjamiyya) e sua simpatia por ela. "Este episódio claramente revela não apenas a presença de uma distinta consciência de identidade cultural iraniana e o povo que ativamente propagou-a, mas também da existência de um conceito (al-aʿjamiya or Irāniyat) para transmiti-la."

## Uso moderno

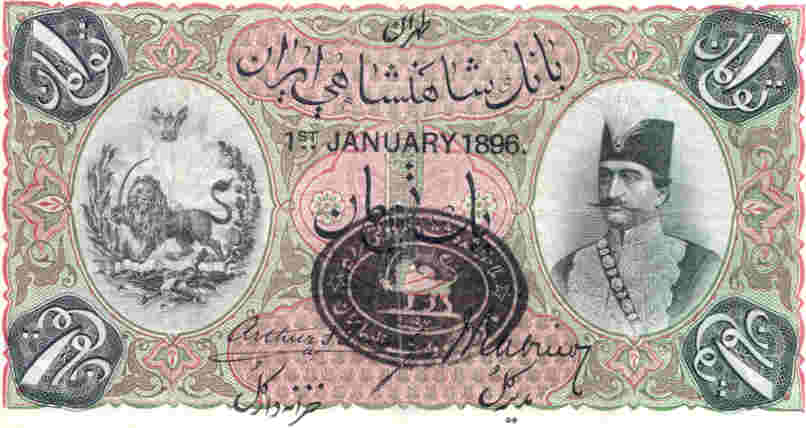
Cédula Cajar com descrição de Naceradim Xá Cajar r.. Afirma: emitido pelo banco imperial do Irã

Durante o Império Safávida (1501–1736), grande parte do território do Império Sassânida readquiriu sua unidade política, e os reis safávidas assumiram o título de "reis de reis do Irã" (Šāhanšāh-e Irān). Um exemplo é Mofide Bafqui (d. 1679), que fez numerosas referências ao Irã, descrevendo suas fronteiras e a nostalgia dos iranianos que tinha migrado para a Índia naquela era. Mesmo os sultões otomanos, quando abordando os reis dos cordeiros brancos e safávidas, usaram títulos como "rei de terras iranianas" ou o "sultão das terras do Irã" ou o rei de reis do Irã, o senhor dos persas."
Este título, tão bem como o título de rei do Irã, foi depois usado pelo afexárida Nader Xá (r. 1736–1747) e os reis Cajar e Pálavi. Desde 1935, o nome "Irã" substituiu outros nomes do país no mundo ocidental. Jean Chardin, que viajou à região entre 1673 e 1677, observou que "os persas, em nome do país deles, fazem uso de uma palavra, que eles indiferentemente pronunciam Iroun, e Irã. [...] Estes nomes do Irã e Turã, são frequentemente encontrados nas antigas histórias da Pérsia; [...] e mesmo para o dia de hoje, o rei da Pérsia é chamado paxá do Irã [paxá = rei], e o grande vizir, Medari do Irã [ou seja medari = "facilitador"], o pólo da Pérsia".